# Glenea quinquevittata
Glenea quinquevittata là một loài bọ cánh cứng trong họ Cerambycidae.